# Zdenka Mašatová
Zdenka (Zdeňka) Mašatová (* 11. března 1938 Praha) je sklářská výtvarnice, malířka a šperkařka.

## Život
Narodila se 11. března 1938 v Praze. V letech 1952-1958 absolvovala Střední průmyslovou školu sklářskou v Železném Brodě a poté pracovala jako návrhářka Železnobrodského skla. V letech 1962-1968 studovala na Vysoké škole uměleckoprůmyslové v Praze ve sklářském ateliéru prof. Stanislava Libenského, doc. Josefa Soukupa, doc. Václava Plátka a asistenta Jiřího Harcuby.
Získala několik ocenění na mezinárodních výstavách bižuterie v Jablonci n. Nisou (bronzová medaile, 1968, čestné uznání 1977, 1980, výstavní medaile, 1983), v roce 1972 zlatou medaili a bavorskou státní cenu na mezinárodní výstavě šperku v Mnichově. Žije v Praze.

## Dílo
Již na vysoké škole se věnovala broušení skla, šperkových kamenů z horského křišťálu a dalších drahokamů a jejich zasazování do střídmých, ale funkčních kovových montáží. Tento způsob tvorby unikátních autorských šperků později zdokonalila a u šperkových kamenů ještě působivěji výtvarně zhodnotila jejich barevné a optické vlastnosti. Jako hlavní materiál používá sklo, růženín a křišťál v kombinaci se stříbrem. Vytváří především prsteny, náhrdelníky, přívěsky a brože.
Jejím přínosem je nový způsob zpracování křišťálového skla jako vypouklé lesklé čočky, která tvoří spodní část a vytváří světelné efekty na svrchní matné straně. Takto upravený křišťál zasazovala do hladkých obrub a později alpaky (pakfongu). Zdeňka Mašatová za tyto šperky získala několik ocenění na Mezinárodních výstavách.

### Zastoupení ve sbírkách
- Uměleckoprůmyslové muzeum v Praze
- Moravská galerie v Brně[7][8]
- Muzeum skla a bižuterie, Jablonec nad Nisou
- The Corning Museum of Glass, New York, USA

### Výstavy (výběr)

#### Autorské
- 1984 Zdenka Mašatová: Šperky, Galerie Karolina, Praha
- 1990/1991 Zdenka Mašatová: Šperky 1966 - 1990, Galerie d, Praha

#### Kolektivní (výběr)
- 1968 Mezinárodní výstava bižuterie, Jablonec nad Nisou
- 1970/ Současné české sklo, Mánes, Praha
- 1970 Zamiary i zapasy: 50 lat czeskiej sztuki stosowanej i plastyki przemysłowej, Muzeum Śląskie, Vratislav
- 1972 Mladí výtvarníci – fotografie, grafika, keramika, sklo, šperk, textil, vnitřní zařízení. Výsledky stipendijní akce 1971-1972, Galerie na Betlémském náměstí, Praha
- 1973 Bijuterii moderne din R.S. Cehoslovacă, Sala Ateneului Român (Ateneul Român), Bukurešť
- 1978 Soudobý československý šperk, Muzeum skla a bižuterie v Jablonci nad Nisou
- 1980 Užité umění 70/80. Sklo, kov, textil, nábytek, keramika., Moravská galerie v Brně
- 1982 Arte Aplicado Checoslovaco (Miniaturas de Vidrio, Ceramica, Textil y Joyas), Museo de Artes Decorativas, Havana
- 1983 Arte Aplicado Checoslovaco (Miniaturas de Vidrio, Ceramica, Textil y Joyas), Museo de ambiente histórico cubano, Santiago de Cuba
- 1983 Súčasný československý umelecký šperk, Galéria Miloša Alexandra Bazovského v Trenčíne
- 1983 Český šperk 1963-1983, Středočeské muzeum, Roztoky
- 1985 Sto let českého užitého umění: České užité umění 1885-1985 ze sbírek Uměleckoprůmyslového muzea v Praze k stému výročí založení muzea, Uměleckoprůmyslové museum, Praha
- 1987 Súčasná československá sklenená plastika a sklenený šperk, Galéria Miloša Alexandra Bazovského v Trenčíne
- 1987 Umění módy, Galerie Centrum, Praha
- 1990 Kov a šperk: Oborová výstava, Galerie Václava Špály, Praha
- 1991 Skleněný šperk, Galerie Rob van den Doel, Hague, Holandsko
- 1993 Kov - šperk 1993, Dům umění města Brna
- 1994 Glass Now 16th, Tokyo

### Katalogy
- Zdenka Mašatová: Šperky, Galerie Karolina 1984
- Daniela Krechlová: Zdenka Mašatová: Šperky 1966 - 1990, Unie výtvarných umělců České republiky 1990

### Diplomové práce
- Petr Řezáč, Dokumentace šperků a bižuterie v muzeíchn Libereckého kraje, Technická univerzita v Liberci 2011 on line
- Edita Krejčí, Netradiční šperk, diplomová práce, Ped. F. MUNI, Brno 2010 on line

### Souborné publikace
- Alena Křížová, Kov - šperk 1993, 1993
- Alena Křížová, Proměny českého šperku na konci 20. století, Academia, Praha 2002, ISBN 80-200-0920-5
- Věra Vokáčová, Kov a šperk: Oborová výstava, Unie výtvarných umělců České republiky 1990
- Marián Kvasnička, Danica Lovišková, Súčasná československá sklenená plastika a sklenený šperk, Galéria Miloša Alexandra Bazovského v Trenčíne 1987
- Milena Lamarová, Umění módy, Dílo - podnik Českého fondu výtvarných umění, 1987
- Jan Rous a kol., Sto let českého užitého umění (České užité umění 1885-1985 ze sbírek Uměleckoprůmyslového muzea v Praze k stému výročí založení muzea), 1987
- Věra Vokáčová, Český šperk: 1963-1983, Středočeské muzeum Roztoky 1983
- Dagmar Tučná, Jiří Bárta, Věra Vokáčová, Arte Aplicado Checoslovaco: Miniaturas de Vidrio, Ceramica, Textil y Joyas, 1982 (šp.)
- Karel Holešovský, Užité umění 70/80 (Výstava přírůstků Uměleckoprůmyslového odboru Moravské galerie v Brně), 1980
- Věra Vokáčová, Současný šperk, Odeon, Praha 1979
- Věra Vokáčová, Věra Maternová, Soudobý československý šperk, Muzeum skla a bižuterie v Jablonci nad Nisou 1978
- Věra Vokáčová, Dagmar Hejdová, Bijuterii moderne din R.S. Cehoslovacă, 1973 (rum.)
- Zdeněk Kostka, Mladí výtvarníci – fotografie, grafika, keramika, sklo, šperk, textil, vnitřní zařízení, 1972
- Karel Hetteš, Současné české sklo, 1970
- Karel Hetteš, Jiří Šetlík, Zamiary i zapasy (50 lat czeskiej sztuki stosowanej i plastyki przemysłowej), 1970